# Lîzîne, Bilokurakîne
Lîzîne (în ucraineană Лизине) este localitatea de reședință a comunei Lîzîne din raionul Bilokurakîne, regiunea Luhansk, Ucraina.

## Demografie
Componența lingvistică a localității Lîzîne
     Ucraineană (96,74%)
     Rusă (3,26%)
Conform recensământului din 2001, majoritatea populației localității Lîzîne era vorbitoare de ucraineană (96,74%), existând în minoritate și vorbitori de rusă (3,26%).